# Marek Panas
Marek Andrzej Panas (ur. 7 listopada 1951 w Elblągu) – polski piłkarz ręczny, olimpijczyk, trener, były reprezentant Polski, grający na pozycji lewego rozgrywającego.
Wychowanek elbląskiego MKS Truso, następnie zawodnik Wybrzeża Gdańsk (1973–1982) i niemieckiego THW Kiel (1982–1989, od 1987 także jako grający trener). Dla klubu z Bundesligi rozegrał 134 spotkania, zdobywając 419 bramek.
143-krotny reprezentant kraju (1973–1986), wieloletni kapitan drużyny narodowej. Uczestnik Igrzysk Olimpijskich w Moskwie 1980 (7. miejsce) oraz trzech finałów Mistrzostw Świata w Piłce Ręcznej (NRD '74 - 4.m., RFN '82 - 3.m, Szwajcaria '86 - 14.m.). Na mistrzostwach zagrał łącznie w 19 meczach, strzelając 39 bramek.
Obecnie prowadzi gospodarstwo agroturystyczne w miejscowości Szteklin (gmina Lubichowo).

## Osiągnięcia
- Srebrny medal Mistrzostw Polski:  1981
- Srebrny medal Mistrzostw Niemiec:  1983, 1985, 1989
- Brązowy medal Mistrzostw Świata:  1982